# Великая экспедиция (1804—1805)
«Великая экспедиция» (англ. Grand Expedition) на южную территорию Луизианы к реке Уошито, проходившая с 16 октября 1804 года по 26 января 1805 года под руководством Уильяма Данбара и Джорджа Хантера.

## Экспедиция
После Луизианской покупки 1803 года президент США Томас Джефферсон санкционировал четыре научные экспедиции, с целью лучше изучить вновь приобретённую территорию.

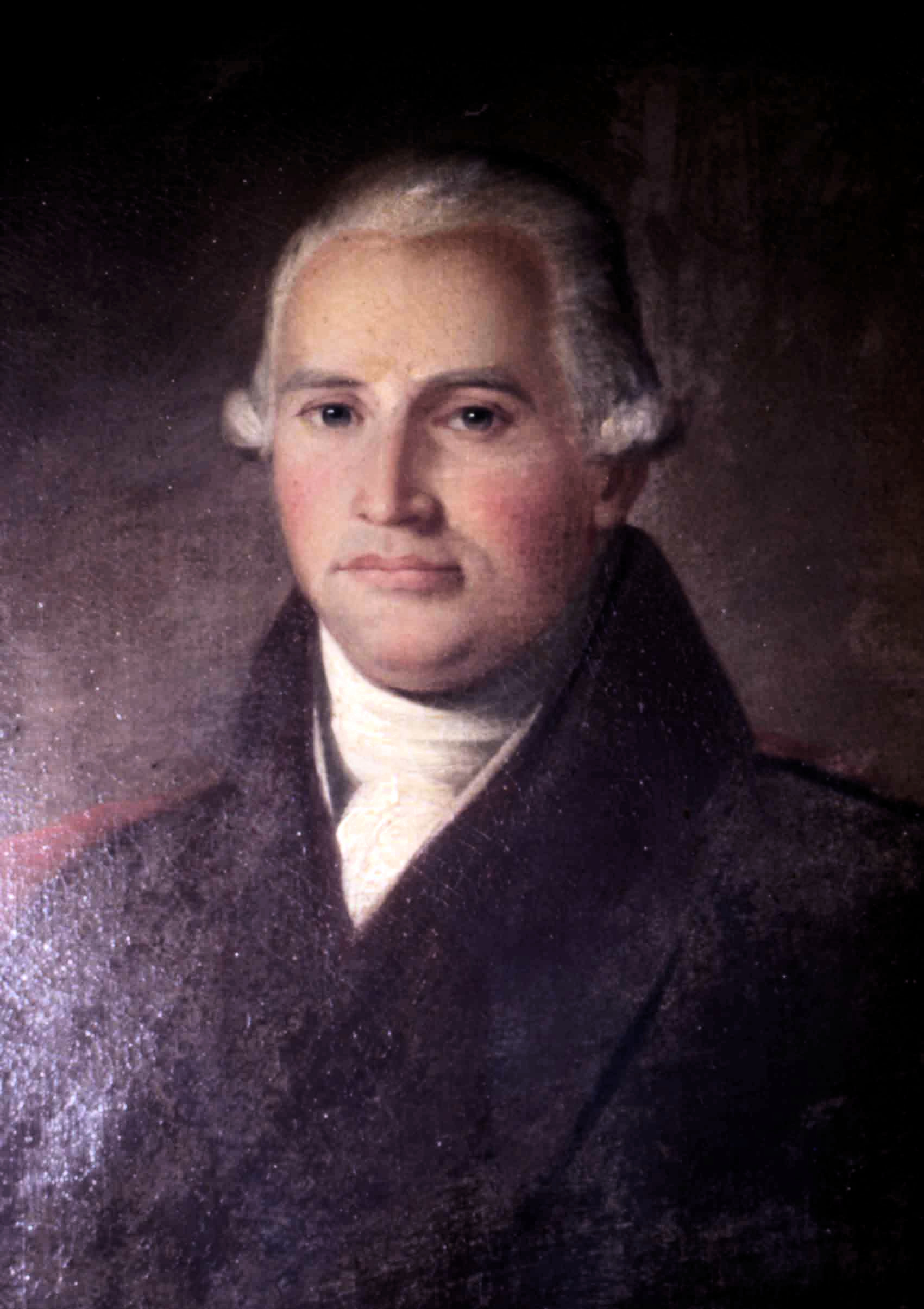
Уильям Данбар

13 марта 1804 года Томас Джефферсон написал Уильяму Данбару письмо, в котором предлагал последнему совершить параллельное Льюису и Кларку путешествие по южным не нанесённым на карту регионам Луизианской покупки. Экспедиция получила название «Великая экспедиция».
Уильям Данбар (англ. William Dunbar) родился в 1749 году и был выходцем из Шотландии. С 1771 года проживал в Филадельфии, и  был известен своими инженерными и научными талантами, которые он использовал на плантациях. Заместителем Данбара Джефферсон назначил Джорджа Хантера (англ. George Hunter), известного химика из Филадельфии, также шотландца по происхождению.
Маршрут экспедиции был резко изменён из-за трений с индейским племенем осейджей и испанскими колониальными властями, в результате чего путешествие стало короче.
16 октября 1804 года Данбар и Хантер отправились с группой из 15 человек в экспедицию, которая длилась чуть менее трёх месяцев. Они исследовали Ред-Ривер, Чёрную реку и реку Уошито. Экипаж привёз множество научной информации, геологических исследований и записей о флоре и фауне. Одно важное замечание об экспедиции заключалось в том, что поднимаясь по реке Уошито, они записали первый подробный химический анализ Горячих источников в Арканзасе. Группа исследовала территории, которые сейчас относятся к северной Луизиане и южному Арканзасу. Хотя журналы Данбара и Хантера имеют такую же ценность и привлекательность, как и журналы Льюиса, они давно не издавались и никогда не публиковались в одном томе. Команда первой отправила свои находки с недавно присоединённой территории президенту, который с удовольствием принял подробные журналы Данбара и Хантера. Они включают описания флоры и фауны, геологии, погоды, ландшафтов, коренных народов и европейских поселенцев, а также астрономические и навигационные записи, которые позволили составить первые точные карты региона и его водных путей на английском языке.